# Edmond de Guerle
Edmond Gabriel Héguin de Guerle, né le 2 février 1829 à Paris et mort le 11 février 1895 à Versailles, est un économiste, écrivain, et haut fonctionnaire français.

## Biographie
Edmond est le fils de Charles Héguin de Guerle, professeur à la faculté de lettres à Paris. Il est élève au Lycée Louis-le-Grand. Il devient administrateur et est successivement secrétaire de Rothschild frères en 1858, secrétaire de la Compagnie des chemins de fer des Ardennes en 1859, chef de la correspondance de la Compagnie du chemin de fer de Lyon à la Méditerranée en 1864 et directeur de la Gresham Life Assurance Society Limited à Paris. Il est membre de la Société internationale des études pratiques d'économie sociale.
Écrivain, il publie quelques études littéraires et historiques dans la Revue des Deux Mondes, le Journal des débats et le Courrier du dimanche et il publie en 1868 un livre sur Milton, sa vie et ses œuvres.
Pendant la guerre de 1870-71, il se fait remarquer comme directeur des brancardiers protestants, installant une ambulance de 300 lits dans les bâtiments inachevés du Lycée Chaptal. Cela lui vaut une nomination de Préfet de la Charente-Inférieure le 23 mars 1871 ; quelques mois plus tard, le 13 juillet 1871, il est muté à la préfecture de la Somme.
Le 26 mai 1873, il est nommé Préfet de la Haute-Garonne, mais après les protestatation des députés ultra-catholiques Lacoste de Belcastel et comte de Brettes-Thurin, il n'est pas installé et le 28 mai il est nommé préfet de la Gironde, pour quelques mois seulement. Il sera encore trésorier-payeur général des Vosges en août 1873 et de Meurthe-et-Moselle en 1878 avant de démissionner en 1886. En Meurthe-et-Moselle, il devient membre, puis (1882) président de l'Académie de Stanislas .

## Distinctions
Chevalier de la Légion d'honneur le 8 mai 1873.

## Œuvre
- « Historiens modernes de la France – Augustin Thierry » (Revue des deux Mondes, 15 septembre 1858)
- « Byron, Shelley et la littérature anglaise » (Revue des deux Mondes), 1859)
- Théodore Mommsen, « Histoire romaine » , Traduction de l'allemand par E. de Guerle, 1863
- « Maurice et Eugénie de Guérin », in: Journal des débats politiques et littéraires, 17 février 1863 [lire en ligne]
- « De la physionomie et des mouvemens d'expression par Pierre Gratiolet », compte-rendu in: Journal des débats politiques et littéraires, 19 septembre 1866 [lire en ligne]
- « Milton, sa vie et ses œuvres » Michel-Lévy frères, Paris, 1869 (Rééditions : BiblioBazaar, 2008,  (ISBN 0559458797 et 9780559458798) ; Fb &C Limited, 6 janvier 2017,  (ISBN 1334907706 et 9781334907708))[6],[7].
- « Assistance publique dans les campagnes. Rapport présenté au conseil général », 1873
- « Historiens et publicistes contemporains. I. Edgard Quinet », 1876
- « Madame de Graffigny, discours de réception », Académie de Stanislas, Nancy, 1882
- « Guillaume Tell dans la légende et dans l'histoire », Académie de Stanislas, Nancy, 1882.
- « Don Juan et ses origines littéraires. Fragment de la vie de Mozart », Académie de Stanislas, Nancy, 1883